# يان موريس (أستاذ جامعي)
يان موريس (بالإنجليزية: Ian Morris)‏ هو مؤرخ الفن ومؤرخ أمريكي، ولد في 27 يناير 1960 في ستوك أون ترينت في المملكة المتحدة.

## وصلات خارجية
- الموقع الرسمي
- يان موريس على موقع مونزينجر (الألمانية)